# Operațiunea „Izvorul Păcii”
Ofensiva militară din 2019 în nordul Siriei, denumită Operațiunea „Izvorul Păcii” (în turcă Barış Pınarı Harekâtı; în arabă عملية نبع السلام) de către guvernul Turciei, este o invazie militară efectuată de Forțele armate ale Turciei și de opoziția pro-turcă Armata Națională Siriană (ANS) în teritoriile Administrației Autonome a Nordului și Estului Siriei (AANES), regiune cunoscută în mod obișnuit sub numele de Rojava, și o operațiune militară împotriva Forțelor Democratice Siriene (FDS).
Pe 6 octombrie 2019, administrația Trump a ordonat trupelor americane staționate în zonă să se retragă din nord-estul Siriei, unde Statele Unite își sprijineau aliații kurzi. Invazia turcă a început pe 9 octombrie 2019, când Forțele Aeriene Turce au efectuat raiduri de bombardament asupra orașelor de frontieră. Conflictul a condus la refugierea a peste 300.000 de persoane și a cauzat moartea mai multor civili.
Conform președintelui turc Recep Tayyip Erdoğan, scopul operațiunii este alungarea din regiunea de frontieră a FDS — considerate de Turcia drept o organizație teroristă din cauza legăturilor cu Partidul Muncitorilor din Kurdistan, dar considerate de Statele Unite și de alte țări drept un aliat împotriva Statului Islamic — precum și crearea unei „zone sigure” cu o lățime de 30 km în nordul Siriei, unde ar putea fi colonizați cei 3,6 milioane de refugiați sirieni din Turcia.
Drept rezultat al ofensivei, surse ale Forțelor Democratice Siriene au raportat că peste 750 de afiliați ai Statului Islamic au evadat din lagărul de detenție de lângă Ain Issa, profitând de bombardamentele turce. În contrast, surse turce au afirmat că FDS au eliberat prizonieri jihadiști din lagărul de la Tell Abyad înainte de sosirea armatei turce. Această afirmație a fost sprijinită de președintele american Donald Trump, dar contrazisă de oficiali americani, care au declarat că miliții ale Armatei Naționale Siriene (ANS) pro-turce sunt cele care eliberează membri ai Statului Islamic.
Acțiunea Turciei a fost condamnată de Uniunea Europeană, de Liga Arabă, Iran, Israel, India, Australia și de Marea Britanie drept un atac împotriva teritoriului unui stat arab și suveran și drept o acțiune iresponsabilă de destabilizare, cu consecințe umanitare „potențial îngrozitoare”. Pe de altă parte, Pakistanul și cele cinci state ale Consiliului de Cooperare al Statelor Turcofone, plus țările observatoare Ungaria și Turkmenistanul, și-au declarat sprijinul pentru operațiune și pentru relocarea refugiaților sirieni din Turcia în nordul Siriei. Deși inițial a recunoscut dreptul Turciei „de a se apăra”, Rusia a adoptat, pe 15 octombrie, o poziție mai dură împotriva invaziei și a desfășurat trupe în regiune. Diferite state europene au impus un embargou privind armamentul către Turcia, iar Uniunea Europeană ca instituție a ajuns la un acord să înceteze vânzarea de arme către acest stat, în timp ce Statele Unite au impus „severe” sancțiuni împotriva unor miniștri și oficiali de rang înalt turci, drept răspuns la operațiunea din Siria. Donald Trump și-a anunțat intenția de a spori aceste sancțiuni dacă este necesar.
Guvernul sirian i-a blamat inițial pe kurzi pentru ofensiva turcă, acuzându-i de separatism și de faptul că nu au negociat cu guvernul, dar a condamnat în același timp invazia străină a teritoriului sirian. Cu toate acestea, câteva zile mai târziu, FDS au ajuns la o înțelegere cu guvernul sirian, conform căreia armatei siriene i s-a permis să intre în orașele Manbij și Kobanî, controlate de FDS, într-o încercare de a le proteja în fața ofensivei turce. La scurtă vreme după aceea, agenția siriană de știri SANA a  anunțat că trupele armatei siriene au început să fie desfășurate către nordul țării. Turcia și forțele siriene pro-turce au lansat în aceeași zi o ofensivă pentru capturarea Manbijului.
Pe 17 octombrie 2019, vicepreședintele american Mike Pence a anunțat că Statele Unite și Turcia au ajuns la un acord prin care Turcia acceptă o încetare a focului în Siria în schimbul retragerii complete a Forțelor Democratice Siriene până la 32 km depărtare de granița siriano-turcă și predarea acestei zone armatei turce. Mevlüt Çavușoğlu, ministrul turc de externe, a replicat că nu e vorba de o încetare a focului, ci doar de oprirea temporară timp de 5 zile a operațiunilor militare, pentru a permite FDS să se retragă din fâșia lată de 32 km, desemnată de Turcia ca zonă sigură. Dacă retragerea va fi completă, a mai adăugat ministrul turc, operațiunea militară va lua sfârșit, iar dacă nu, operațiunea va continua. Mazlum Abdi, comandantul FDS, a declarat că trupele sale acceptă acordul de încetare a focului doar în zona cuprinsă între Tell Abyad și Ras al-Ain.
Pe 22 octombrie 2019, președintele rus Vladimir Putin și cel turc Recep Tayyip Erdoğan au ajuns la un acord prin care încetarea focului a fost extinsă cu încă 150 de ore, pentru a permite FDS să se retragă 30 km de la graniță, precum și din Tal Rifaat și Manbij. Termenii acordului mai includeau patrule comune ruso-turce până la o distanță de 10 km de la granița turco-siriană, cu excepția orașului Qamishli. Noul acord de încetare a focului a fost stabilită să înceapă la ora locală 00:00, în noaptea de 23 octombrie.

## Context

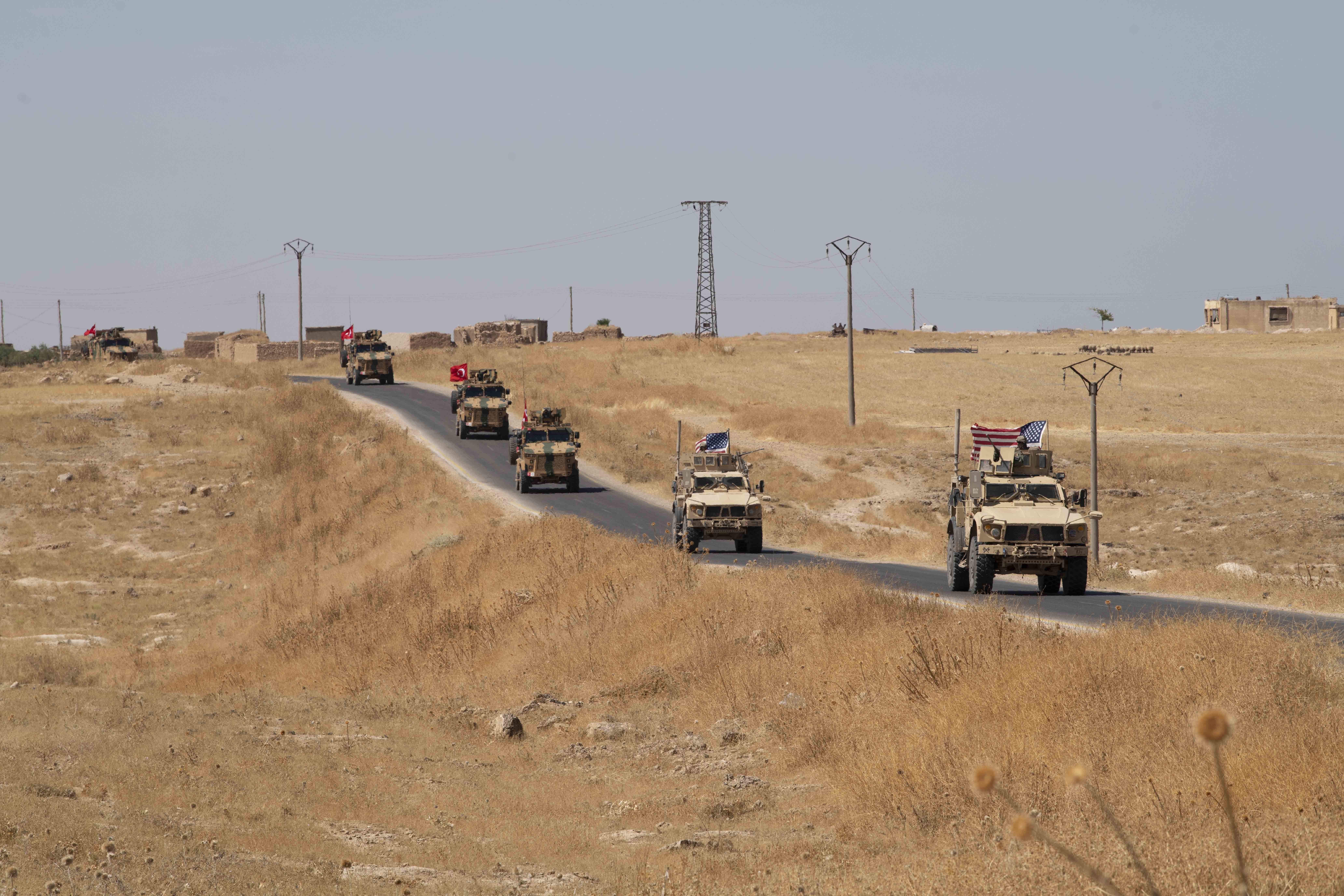
Patrulă mixtă americano-turcă lângă Tell Abyad, pe 8 septembrie 2019.

Turcia și Statele Unite au ajuns la un acord în august 2019, după multe luni în care Turcia a amenințat că va invada în mod unilateral nordul Siriei. Statele Unite consideră Forțele Democratice Siriene drept unul din aliații săi cheie din Siria în intervenția militară împotriva Statului Islamic, în timp ce Turcia vede gruparea ca pe o extensie a  Partidului Muncitorilor din Kurdistan, pe care îl consideră o organizație teroristă. Acordul stabilea înființarea unei zone tampon având drept scop eliminarea tensiunii în regiune, pornind de la preocuparea de securitate a Turciei. Conform acordului, au fost înființate cu implicarea Turciei patrule mixte care să monitorizeze zona, în timp ce AANES ar fi trebuit să-și păstreze controlul administrativ asupra teritoriului avut în subordine în acel moment. Acordul a fost primit favorabil de către Statele Unite și FDS/AANES, dar Turcia și-a exprimat nemulțumirea față de el. Acest lucru a condus la eforturi turce susținute de a extinde suprafața acoperită de zona tampon, de a asigura controlul turc asupra unor părți din aceasta și de a reloca milioane de refugiați în regiune, însă demersurile Turciei au fost întâmpinate cu rezistență de FDS și ambivalență de partea americană.
În ciuda implementării oficiale a patrulelor mixte americano-turce, a demolării fortificațiilor FDS și a retragerii unităților YPG din părți ale zonei tampon, tensiunile au continuat să crească pe măsură ce Turcia și-a sporit pretențiile față de FDS, iar acestea le-au refuzat, deoarece au considerat că au acceptat deja un compromis dificil permițând trupelor turce să patruleze împreună cu militarii americani în nordul Siriei. Nemulțumirea Turciei față de statu quo-ul acordului s-a transformat în ostilitate deschisă, președintele turc prezentând public un ultimatum împotriva FDS. Ultimatumul a fost ignorat de grupare și Turcia a declarat că „termenul limită” a expirat la începutul lunii octombrie 2019.

## Preludiul operațiunii

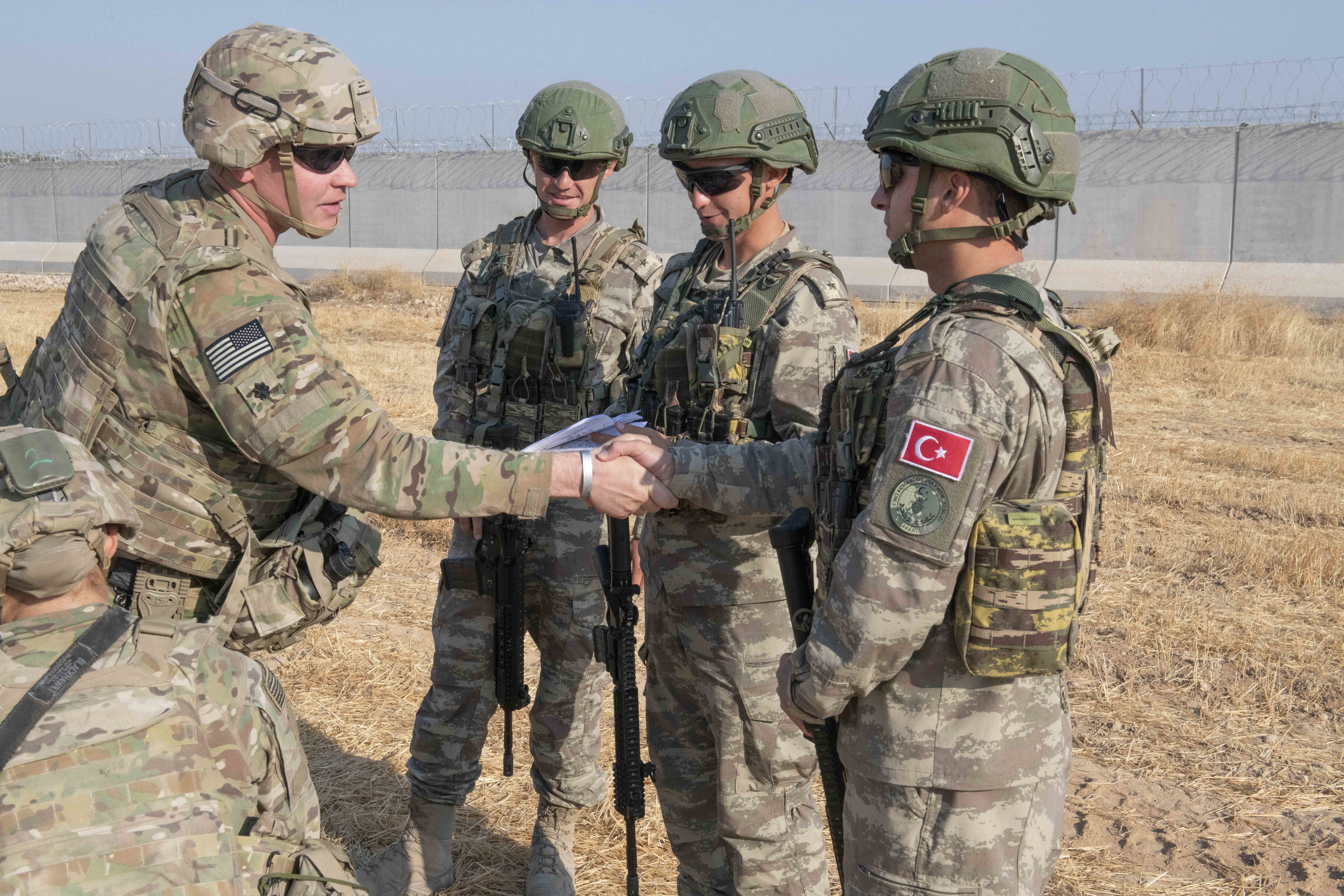
Soldați americani îi întâmpină pe soldații turci înaintea unei patrule comune în nordul Siriei, pe 4 octombrie 2019.

Pregătirea ofensivei a început în primele zile ale lunii octombrie 2019, odată cu retragerea forțelor americane de pe pozițiile lor situate în apropiera graniței cu Turcia, după ce președintele turc Recep Tayyip Erdoğan a avut o conversație telefonică cu președintele american Donald Trump în legătură cu planurile Turciei privind o operațiune militară împotriva zonelor deținute de Forțele Democratice Siriene la est de fluviul Eufrat. Deși guvernul Statelor Unite a declarat oficial că nu sprijină ofensiva condusă de Turcia, Casa Albă a anunțat, pe 6 octombrie 2019, că nu va interveni și că va retrage întregul personal al Statelor Unite din regiune pentru a evita un potențial incident între Turcia și Statele Unite pe teren. Secretarul de Stat Pompeo a negat că acest lucru echivalează cu un accept acordat Forțelor Armate Turce de a ataca Forțele Democratice Siriene, însă un purtător de cuvânt al FDS a calificat retragerea americană drept o trădare. În același timp, Statele Unite au înghețat ajutorul militar acordat FDS, pentru a nu se a afla în situația de a înarma gruparea împotriva unui aliat NATO.
Pe 8 octombrie 2019, armata turcă a bombardat un convoi de vehicule transportând din Irak spre Siria arme destinate FDS. Totuși, FDS nu au răspuns militar atacului și nu s-au raportat victime în urma loviturilor aeriene turce. În aceeși zi, forțele speciale ruse au deschis o traversare a Eufratului între zonele aflate sub controlul guvernului sirian și cele aflate sub controlul FDS în guvernoratul Deir ez-Zor. În timp ce FDS au afirmat că armata siriană se pregătea să intre în orașul Manbij din nord-estul guvernoratului Alep, oficiali sirieni au răspuns că toată concentrarea de forțe guvernamentale de lângă Manbij are drept scop prevenirea intrării în oraș a armatei turce. În aceeași zi, forțele turce au bombardat Ras al-Ain și au lansat tiruri de mitralieră înspre împrejurimile orașului.
Secretarul american adjunct al apărării pentru Orientul Mijlociu, Michael Mulroy, a declarat în fața Consiliului pentru Relații Externe că Statele Unite nu-și pot implementa strategia în Siria fără parteneri precum Forțele Democratice Siriene, care „au dus greul în operațiunea de distrugere a califatului Statului Islamic”. El a mai spus că Statele Unite nu trebuie să plece înainte de a stabiliza zona. „Dacă nu vom face asta, ne vom întoarce acolo cu siguranță, să o facem din nou”, a mai adăugat Mulroy. „O datorăm celor care trăiesc acolo, care au trecut prin suferințe inimaginabile, și datorăm bărbaților și femeilor care vor veni după noi la Departamentul de Stat, la Departamentul Apărării, să nu lăsăm lucrurile neterminate”.

## Operațiunea

### 9 octombrie
Operațiunea a început pe 9 octombrie 2019, cu lovituri aeriene și tiruri de obuziere turcești împotriva orașelor Tell Abyad, Ras al-Ain, de unde s-a raportat că mii de oameni au părăsit localitatea, Ain Issa și Qamishli, toate aflate sub controlul FDS. Data atacului conincide cu expulzarea din Siria, în 1998, a liderului PKK Abdullah Öcalan, de către guvernul președintelui Hafez al-Assad.
Într-o reacție față de tirurile venite de peste graniță, purtătorul de cuvânt al FDS a afirmat că Turcia atacă populația civilă. Drept răspuns din partea PKK, șase rachete au fost ulterior lansate către orașul turc Nusaybin, iar alte două au lovit orașul Ceylanpınar. Tot ca urmare a începerii operațiunii turce, Forțele Democratice Siriene au anunțat că vor suspenda acțiunile militare înmpotriva Statului Islamic și că doi civili au fost deja uciși. Într-o reacție publică, FDS au chemat Statele Unite să impună o zonă de interdicție aeriană deasupra nordului Siriei.

#### Ofensiva terestră
Spre sfârșitul zilei, armata turcă a anunțat că a declanșat faza terestră a operațiunii din trei direcții, incluzând Tell Abyad.

### 10 octombrie

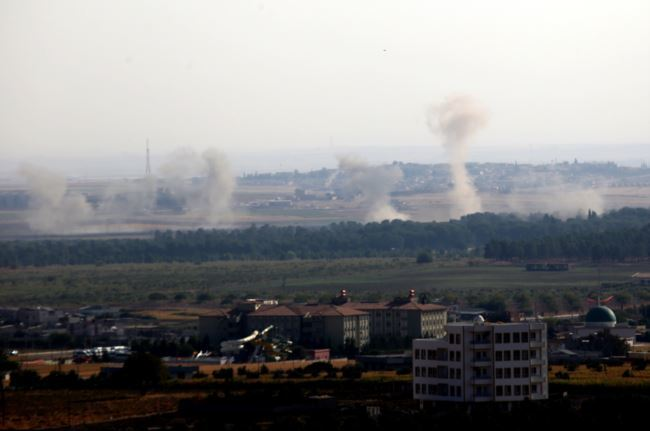
Bombardarea orașului Ras al-Ain pe 10 octombrie 2019

În zorii zilei de 10 octombrie 2019, armata turcă a început în mod oficial ofensiva terestră împotriva FDS și a făcut public faptul că a lovit 181 de ținte din nordul Siriei, iar 14.000 de rebeli sirieni pro-turci participă și ei la ofensivă. O încercarea de a avansa spre Tell Abyad a fost respinsă de FDS. În cursul aceleiași zile, la al-Bab au izbucnit lupte între FDS și milițiile pro-turce. Forțele conduse de Turcia au avansat spre Tell Abyad și au capturat satele Tabatin și Al-Mushrifah. La căderea nopții, armata turcă a declarat controlul asupra a 11 sate. În cursul luptelor din jurul orașului Tell Abyad, Armata Națională Siriană pro-turcă a anunțat că a ocupat satele Mishrifah, Al-Hawi, Barzan, Haj Ali și o fermă situată la est de oraș. În timpul bombardamentelor aeriene, FDS au afirmat că avioanele turcești au lovit o închisoare în care sunt deținuți jihadiști capturați ai Statului Islamic. Seara, mass media turcă a raportat că 174 de luptători ai FDS au fost uciși, răniți sau capturați.
Președintele turc Recep Tayyip Erdoğan a afirmat în aceeași zi că 109 luptători ai FDS au fost deja uciși în operațiune și că un număr neprecizat au fost răniți sau capturați. Într-un discurs în fața parlamentarilor din propriul său partid, AKP, președintele Erdoğan a amenințat că va invada Europa cu 3,6 milioane de refugiați dacă națiunile europene continuă să critice ofensiva, în special dacă o etichetează drept o invazie.
Șapte civili turci ar fi fost uciși și 85 răniți de tirurile de mortiere ale FDS înspre Turcia, în a doua zi a operațiunii, conform mass mediei turce. După începerea bombardamentelor turcești, 70.000 de oameni au fugit deja din orașele de frontieră deținute de FDS.
Ministerul Turc al Apărării Naționale a anunțat că un soldat turc a fost ucis de YPG.

### 11 octombrie 2019

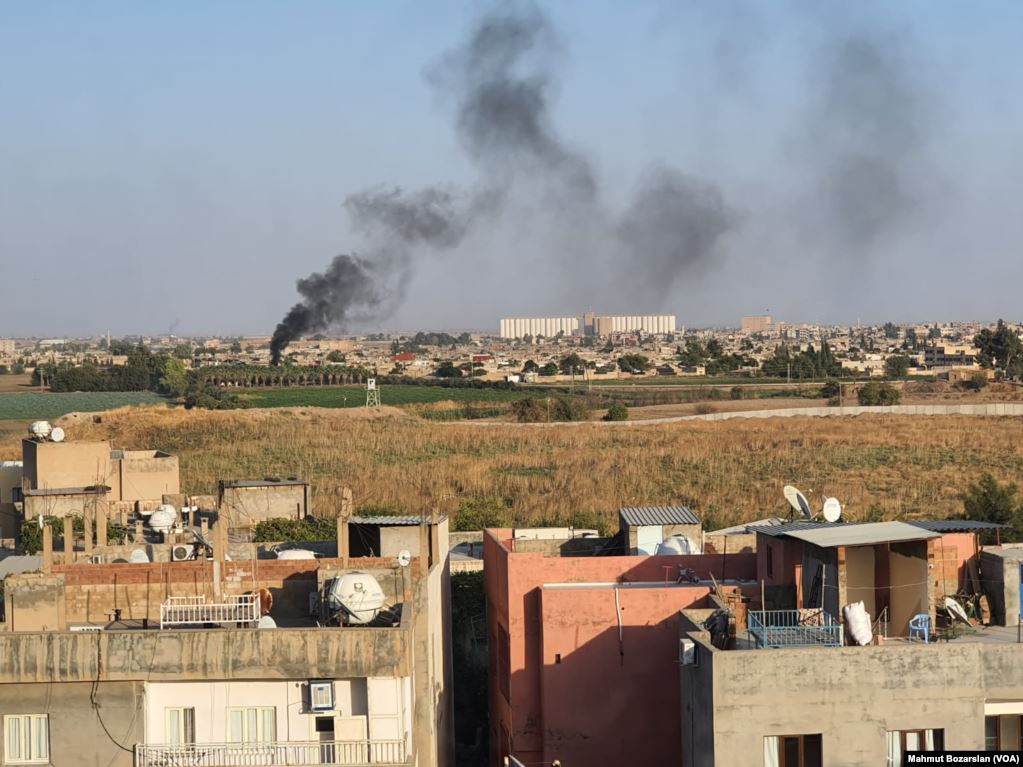
Coloane de fum ridicându-se în Qamishli după începerea operațiunii turce.

2 jurnaliști au fost răniți în orașul turc de frontieră Nusaybin, când clădirea din care filmau a fost atacată de peste graniță, dinspre orașul kurd Qamishli, de către luptători ai FDS. Incidentul a fost transmis în direct de televiziunile turce.
2 civili au fost uciși în Suruç de tiruri de mortiere ale FDS, iar Turcia a bombardat orașul kurd Kobanî de pe poziții din Suruc ca răspuns la acest atac. Alți 8 civili au fost uciși în cursul aceleiași zile în Nusaybin, iar 35 au fost răniți de atacuri de mortiere ale FDS, ridicând numărul total al victimelor bombardamentelor FDS în Turcia la 17, conform surselor turce.
7 civili au fost uciși în Siria de către forțele turce în zona Tal Abyad, incluzând 3 uciși de către lunetiștii turci, conform according to OSDO. În aceeași zi, Ministerul Turc al Apărării Naționale a raportat un număr total de 399 luptători FDS uciși, capturați sau răniți de la începutul operațiunii militare turce.
Armata Națională Siriană pro-turcă a afirmat că a capturat satul Halawa, la sud-est de Tel Abyad. Forțele Armate Turce și Armata Națională Siriană au anunțat ulterior satului Tell Halaf și au publicat un film din interiorul lui.
În orașul Qamishli, un atentat cu mașină capcană comis cel mai probabil de Statul Islamic (SIIL) a ucis 5 civili, în timp ce tiruri turce de artilerie au lovit o închisoare din apropiere, iar 5 suspecți de apartenență la SIIL, anterior deținuți de FDS, au evadat.
În orașul Kobanî s-a raportat că o bază a forțelor speciale ale Statelor Unite a fost atacată cu tiruri puternice de artileria turcă; trupele americane nu au retaliat, dar s-au retras după încetarea bombardamentelor. Turcia a negat că a țintit baza americană, susținând în schimb că tirurile au provenit dinspre pozițiile FDS. Pentagonul și-a exprimat îngrijoarea că Forțele Terestre Turce au lansat în mod intenționat tiruri de artilerie împotriva trupelor americane staționate în Kobanî.
În aceeași zi, Jaysh al-Islam au anunțat că se vor alătura ofensivei de partea Turciei.
BBC a consemnat că 100.000 de persoane din nordul Siriei și-au părăsit locuințele și au fugit din calea ofensivei. Crucea Roșie Kurdă (Heyva Sor) a confirmat moartea a 11 civili. Armata turcă a confirmat moartea unui militar și a declarat că alți trei au fost răniți.
Ministerul Turc al Apărării Naționale a anunțat că încă trei soldați turci au fost uciși de YPG, din care doi într-un atac cu mortiere asupra unei baze turce din zona ocupată de Turcia în Siria. Astfel, numărul total al soldaților turci uciși în timpul operațiunii ar fi ajuns la patru. OSDO a consemnat că, în realitate, 6 soldați au fost uciși în operațiune. În cursul aceleiași zile, OSDO a raportat că cel puțin 12 grăniceri turci au fost uciși sau răniți într-o confruntare cu FDS în Kobanî.

### 12 octombrie 2019
Forțele Armate Turce și Armata Națională Siriană pro-turcă au afirmat că au avansat până la autostrada M4, pătrunzând 32 km în adâncime în teritoriul sirian și tăind efectiv linia de aprovizionare dintre Manbij și Qamishli.
Două obuze de mortieră a fost trase de Forțele Democratice Siriene asupra localității turce Akçakale și, conform mass-mediei turce, au căzut în apropierea unui hotel unde erau cazați jurnaliști străini. Surse kurde au relatat că politiciana locală kurdă Hevrin Khalaf a fost executată lângă Qamishli de forțe pro-turce, iar moartea sa a fost ulterior confirmată și de OSDO. OSDO a mai raportat și că alți 9 civili au fost executați de rebelii pro-turci.
Ministrul turc de interne, Süleyman Soylu, a anunțat că, de la începutul operațiunii, aproape 300 de obuze de mortieră au fost trase către provincia turcă Mardin de către FDS.
În jurul orei 12:00 (UTC+03:00), armata turcă și rebelii pro-turci au afirmat că au capturat Ras al-Ain, dar Forțele Democratice Siriene au negat faptul că Turcia ar fi preluat constrolul orașului.

### 13 octombrie 2019

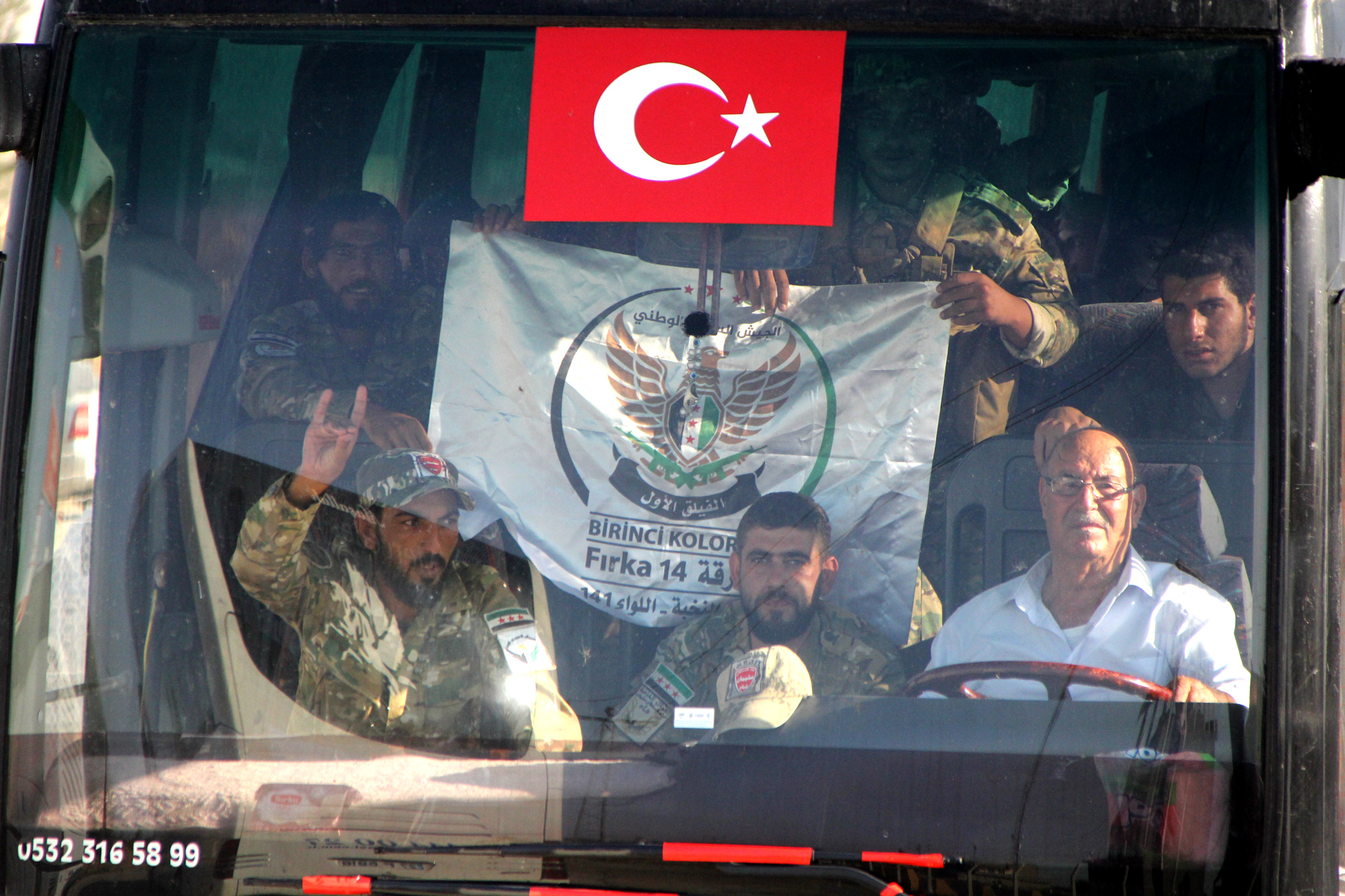
Convoi transportând membri ai ANS din Azaz către Akçakale pentru a participa la lupte.

S-a confirmat că membri ai miliției pro-turce Ahrar al-Sharqiya au ucis-o pe Hevrin Khalaf, secretarul general al partidului kurd Siria Viitoare. Ea și cel puțin alți 9 civili au fost executați pe marginea drumului, la sud de Tell Abyad, după ce vehiculele lor, care circulau pe autostrada M4, au fost trase pe dreapta de militanți ai Ahrar al-Sharqiya. Conform Washington Post, asasinatul „constituie aproape cu certitudine o crimă de război, conform legilor internaționale”.
Forțele Armate Turce și Armata Națională Siriană pro-turcă au anunțat capturarea orașului în zorii zilei a localității Suluk din districtul Tell Abyad. OSDO a confirmat că forțele turce și aliații lor au preluat controlul deplin al Sulukului și că se duc lupte în apropiere de Ain Issa. OSDO a mai relatat că forțele pro-turce au tras tras asupra unei ambulanțe în zona Tell Abyad. Conform relatărilor OSDO, în urma unui contraatac în care 17 militanți pro-turci au fost uciși, SDF au recâștigat controlul aproape complet asupra orașului Ras al-Ain.
Forțele Armate Turce și Armata Națională Siriană pro-turcă au anunțat în după-amiaza zilei de 13 octombrie că au ocupat centrul orașului Tell Abyad. De asemenea, conform OSDO, militarii turci și aliații lor au tăiat accesul pe autostrada M4. S-a mai relatat de către surse turce că bombardamente ale FDS către Jarablus au ucis doi civili sirieni.
În lumina avansului forțelor pro-turce către Ain Issa, FDS au afirmat că 785 de suspecți ai Statului Islamic au scăpat dintr-o tabără de detenție din zonă. FDS au afirmat și că evadații au ost ajutați de forțele pro-turce și de bombardamente ale aviației turce. US troops evacuated the town of Ain Issa according to Washington Post.
Președintele turc Recep Tayyip Erdoğan a declarat că 652 de obuze de mortieră și rachete au fost trase înspre Turcia de la începutul operațiunii, ucigând 18 civili și rănind alți 147.
Mark Esper, Secretarul american al apărării, a declarat că Statele Unite intenționează să-și evacueze din Siria toți 1.000 de militari rămași. De asemenea, Statele Unite au informat Forțele Democratice Siriene de intenția de a se retrage din bazele militare din Manbij și Kobanî și au evacuat deja baza de la Ain Issa, conform OSDO.

#### Capturarea orașului Tell Abyad
Tot conform OSDO, Forțele Armate Turce și Armata Națională Siriană pro-turcă au ocupat aproape complet Tell Abyad în după-amiaza acelei zile.

#### Acordul încheiat de FDS cu guvernul sirian
La scurtă vreme după ocuparea de către Turcia și ANS pro-turcă a localității Tell Abyad, FDS au ajuns la o înțelegere cu guvernul sirian, prin care armatei siriene i s-a permis să intre în orașele Kobanî și Manbij pentru a preveni o posibilă ofensivă turcă în acele zone. În noaptea de 13 octombrie, trupele siriene au intrat în Manbij, urmând să intre în Kobanî în ziua următoare. Ulterior, Yasin Aktay, consilier al președintelui turc Erdoğan, a declarat că ar putea izbucni un conflict între cele două armate dacă trupele guvernului sirian încearcă să intre în nord-estul Siriei.
Mazlum Abdi, comandantul suprem al FDS, a declarat că este dispus la o alianță cu guvernul sirian pentru salvarea de la genocid a populației kurde din nordul Siriei.

### 14 octombrie 2019

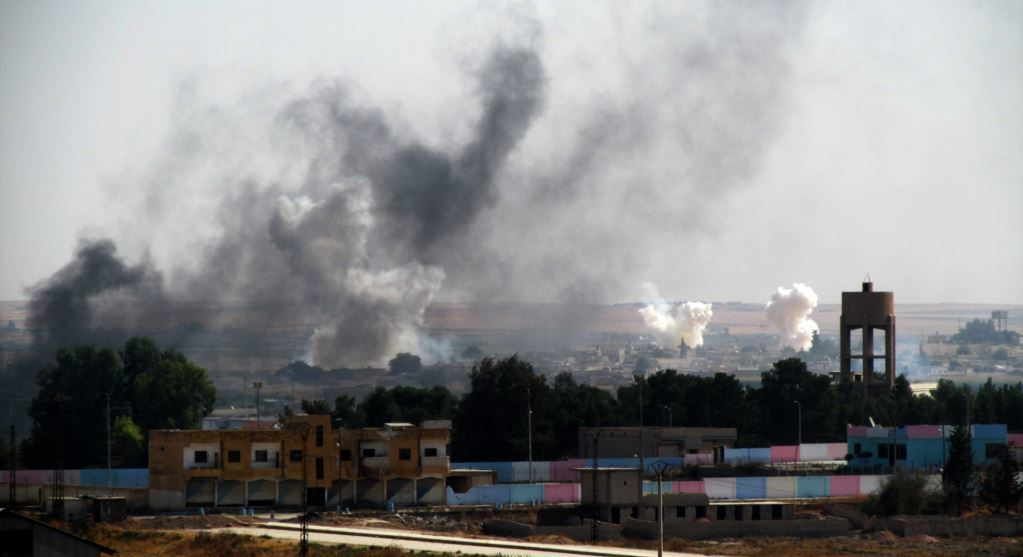
Bombardamente în Tell Abyad văzute din orașul turc Akçakale.

S-a raportat că forțe rusești și ale guvernului sirian au fost defășurate pe linia frontului, între zonele controlate de Consiliul Militar Manbij și corpul de armată „Scutul Eufratului”, noi desfășurări urmând să aibă loc de-a lungul frontierei siriano-tuce. Suplimentar, OSDO a raportat că forțele americane din regiune încearcă să împiedice desfășurarea trupelor pro-guvernamentale.
OSDO a mai consemnat că lupte grele continuă să se desfășoare în Ras al-Ain și împrejurimile sale din zona fâșiei de frontieră, forțele turce intenționând să încercuiască orașul complet și să-i taie prin tiruri de artilerie și bombardamente aeriene accesul la șoseaua către Tell Tamer, având drept scop preluarea controlului localității pe 15 octombrie. Bombardamente terestre sau aeriene au fost raportate și în orașul de frontieră Al-Darbasiyyah, care au țintit locuințe civilie și au provocat rănirea a 4 membri ai personalului medical, conform OSDO.
Președintele turc Recep Tayyip Erdoğan a declarat într-o conferință de presă că Turcia a primit un răspuns pozitiv de la Rusia în privința orașului Kobanî și că Turcia se află în curs de aplicare a deciziei privind orașul Manbij. Conform unor surse din Turcia, armata turcă desfășurase deja în noaptea anterioară trupe suplimentare pe linia frontului de la Manbij. Ministrul Apărării, Hulusi Akar, a afirmat că Tell Abyad și Ras al-Ain se află sub control turc și că acțiuni pentru controlarea întregii regiuni sunt în desfășurare.
Reuters a consemnat că armata siriană a desfășurat militari în orașul Al-Thawrah, precum și la Ain Issa, Tell Tamer și pe poziții aflate la doar 6 km de granița turco–siriană, conform OSDO. De asemenea, a preluat cartierul general al Brigăzii 93, aflat la sud de Ain Issa, precum și localitatea Al-Jarniyah, situată la est de Eufrat. S-a anunțat că armata siriană a preluat controlul barajului Tabqa, iar drapelul sirian a fost înălțat pentru prima dată după mulți ani în câteva orașe și sate din Guvernoratul Al-Hasakah, precum Al-Yaarubiyah.

#### Ofensiva de la Manbij
Forțele armate ale Turciei și Armata Națională Siriană pro-turcă au lansat în după-amiaza aceleiași zile o ofensivă pentru a captura Manbij. La scurtă vreme după începerea operațiilor, surse turce au afirmat că forțele turce și pro-turce au ocupat 3 sate din regiunea Manbij. În același timp, mass media de stat siriană a consemnat că armata guvernamentală siriană a început să intre în oraș.

#### Retragerea trupelor americane
Spre sfârșitul acestei zile, președintele american Donald Trump a anunțat că întregul personal american din Siria va fi retras, cu excepția celui care deservește baza militară Al-Tanf.

### 15 octombrie 2019

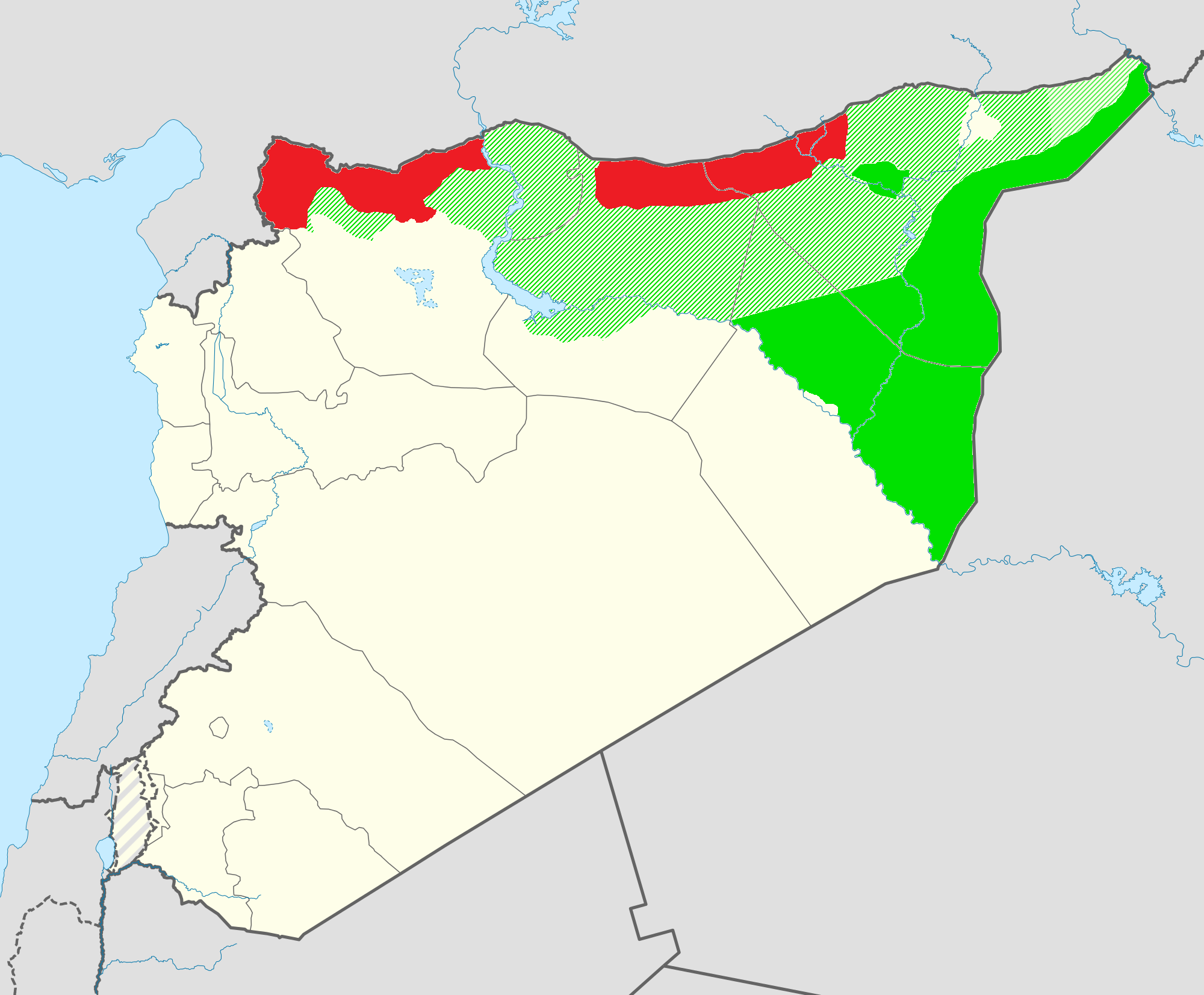
Teritoriul controlat de FDS (cu verde) și cel controlat de Turcia (cu roșu) în octombrie 2019

Observatorul Sirian pentru Drepturile Omului a consemnat că Forțele Democratice Siriene au efectuat un contraatac la periferiile și în câmpia din vestul orașului Ras Al-Ain, reușind să avanseze în zonă și să recucerească trei poziții pierdute anterior.
Conform unor surse turce, 2 civili au fost uciși și alți 12 au fost răniți în orașul Kızıltepe din Turcia, în urma unui atac cu mortiere al FDS.
Președintele turc Erdoğan, într-o alocuțiune în fața Consiliului Turcofon de la Baku, a declarat: „Anunțăm acum stabilirea unei zone sigure lungă de 444 km de la vest la est și lată de 32 km de la nord la sud, în care se vor întoarce refugiații din țara noastră”. Președintele Erdoğan a mai adăugat că 1000 km2 au fost capturați de armata turcă și de ANS de la începerea operațiunii.
Forțele armate guvernamentale siriene au început să pătrundă în orașul Manbij, conform OSDO. Tot conform OSDO, trupele americane au blocat înaintarea militarilor sirieni în Kobanî, ceea ce a obligat convoiul să se întoarcă la Manbij. Forțele armate siriene au intrat și în Al-Thawrah, conform presei guvernamentale siriene. Președintele turc Erdoğan a declarat că intrarea trupelor siriene în Manbij „nu este negativă”, „atâta vreme cât zona este curățată de teroriști”.

### 16 octombrie 2019
În zorii zilei, armata turcă a bombardat satele din provincia Jazira situate în vecinătatea autostrăzii M4, în timp ce bombardamentele și luptele au cauzat pene de electricitate și probleme în alimentarea cu apă în orașul Al-Hasakah. Alimentarea cu apă a fost restabilită după 5 zile în care furnizarea ei fusese sistată, conform unui raport al OSDO. OSDO a mai consemnat că luptele au continuat la vest de Ain Issa, FDS încercând să lansese un contraatac în timpul căruia au reușit să recâștige două poziții pierdute anterior. Au izbucnit de asemenea confruntări în tabăra controlată de FDS din Ain Issa, între familii ale membrilor SIIL și civili refugiați acolo, care au condus la moartea a două persoane. În Ras al-Ain, OSDO a raportat puternice bombardamente aeriene și lupte grele la sol.
Militari ruși au fost desfășurați lângă Kobanî, în după-amiaza zilei de 15 octombrie, după ce au traversat Eufratul dinspre Manbij pe podul Qara Cossack, conform OSDO. Tot conform OSDO, la căderea serii armata siriană și militari ruși se îndreptau către Kobanî. OSDO a mai consemnat că armata siriană și-a terminat desfășurarea pe poziții în Ain Issa, la nord de Raqqa. OSDO a mai confirmat că armata siriană a terminat desfășurarea în Ain Issa, la nord de Raqqa. De asemenea, s-a mai raportat că armata siriană a intrat la căderea nopții și în orașul Kobanî. Desfășurarea siriană spre Kobanî a fost precipitată de avansul rebelilor pro-turci către acest oraș de frontieră aflat anterior sub controlul Forțelor Democratice Siriene.

#### Retragerea americană și distrugerea cartierului general din Siria
Forțele americane, după retragerea din baza de lângă Kharab Alaasheq, situată la sud de Kobanî, au distrus-o prin intermediul unui bombardament aerian, conform OSDO. Baza aeriană era cea mai mare pe care Statele Unite o ocupau în Siria, capabilă să permită aterizarea unor aeronave de transport precum C-130 și C-17. Purtătorul de cuvânt al OIR a anunțat în cursul aceleiași zile că forțele americane s-au retras din baza de la fabrica Lafarge, distrusă cu câteva ore înainte, precum și din Raqqa și Al-Thawrah. Purtătorul de cuvânt a confirmat și distrugerea bazei, spunând: „pe 16 octombrie, după evacuarea întregului personal al coaliției și a echipamentelor tactice esențiale, două avioane F-15E ale coaliției au executat cu succes la fabrica de ciment Lafarge o lovitură aeriană chirurgicală planificată anterior, pentru a distruge depozitul de muniție și a reduce utilitatea militară a instalației”.

### 17 octombrie 2019
OSDO a consemnat că FDS au executat o infiltrare la miezul nopții în orașul Marea, la nord de Alep, ucigând 6 și rănind 9 luptători pro-turci. De asemenea, OSDO a raportat lupte sporadice și tiruri de artilerie între Forțele Democratice Siriene și Armata Națională Siriană (ANS) pro-turcă în Regiunea Afrin și orașul Azaz.
Armata turcă și ANS au încercuit complet și au capturat jumătate din Ras al-Ain, după ce au tăiat toate drumurile de acces în oraș în cursul unor lupte grele, conform OSDO.
Süleyman Soylu, ministrul turc de interne, a declarat că peste 980 de obuze de mortiere și rachete au fost lansate spre Turcia de către FDS de la începutul operațiunii, ucigând 20 de civili.

#### Acordul de încetare timp de 120 de ore a focului

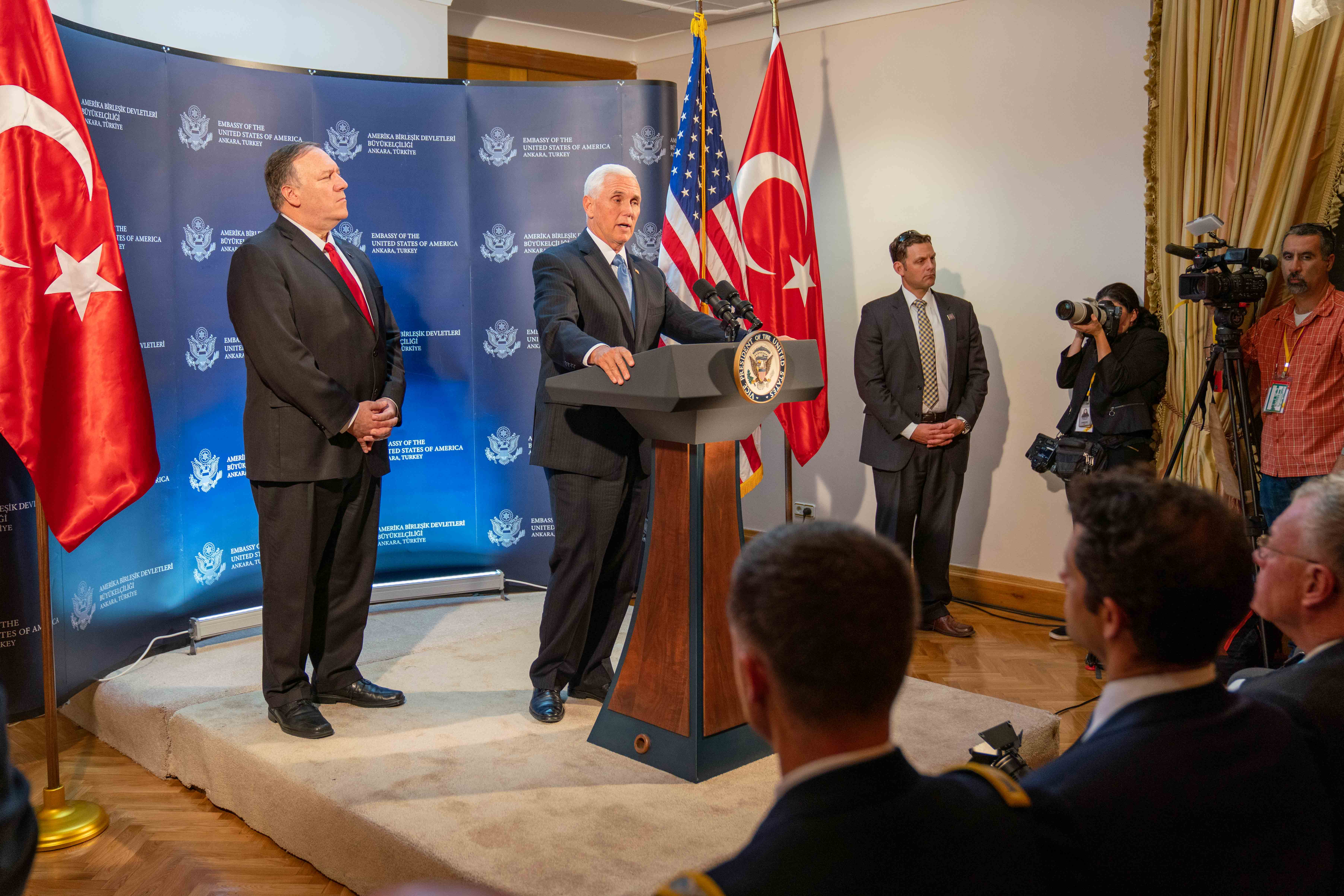
Vicepreședintele Mike Pence și Secretarul de Stat Mike Pompeo în cursul unei conferințe de presă comune, în Ankara, pe 17 octombrie 2019

Pe 17 octombrie 2019, vicepreședintele american Mike Pence și președintele turc Recep Tayyip Erdoğan au căzut de acord să implementeze un acord de încetare a focului timp de 120 de ore, pentru a permite FDS să se retragă din fâșia desemnată de către Turcia ca zonă-tampon și întinzându-se pe toată lungimea graniței turco-siriene, pe o adâncime de 20 de mile (32 km) spre sud. Mike Pence a declarat că, odată oprite complet operațiile militare, toate sancțiunile impuse de Statele Unite împotriva Turciei vor fi ridicate și nu vor mai fi implementate altele. Conform unui comunicat american, zona tampon va fi „în principal asigurată de forțele armate ale Turciei”. Acest acord de încetare a focului a fost descris de către unii comentatori și oficiali americani drept o nouă trădare a kurzilor de către Statele Unite și drept o predare a kurzilor către Turcia.
Mevlüt Çavușoğlu, ministrul turc de externe, a replicat că nu e vorba de o încetare a focului, ci doar de oprirea temporară timp de 5 zile a operațiunilor militare, pentru a permite FDS să se retragă din fâșia lată de 32 km, desemnată de Turcia ca zonă sigură. Dacă retragerea va fi completă, a mai adăugat ministrul turc, operațiunea militară va lua sfârșit, iar dacă nu, operațiunea va continua. Mazlum Abdi, comandantul FDS, a declarat că trupele sale acceptă acordul de încetare a focului doar în zona cuprinsă între Tell Abyad și Ras al-Ain.
Liderul politic kurd sirian Salih Muslim a declarat că „poporul nostru nu a dorit acest război. Salutăm încetarea focului, dar ne vom apăra, în eventualitatea unui atac … Încetarea focului e una, iar predarea e cu totul alta, iar noi suntem pregătiți să ne apărăm. Nu vom accepta ocuparea nordului Siriei”.

### 18 octombrie 2019
Un calm relativ a prevalat la est de Eufrat pe 18 octombrie, conform OSDO, cu ciocniri minore în interiorul orașului asediat Ras al-Ain. FDS au acuzat Turcia de violarea încetării focului și de bombardarea zonelor locuite de civili din Ras al-Ain. Un oficial american a declarat în ziua următoare, sub protecția anonimatului, că rebelii pro-turci au violat acordul, în timp ce FDS l-au respectat.
Turcia și-a anunțat intenția de a înființa 12 „posturi de observație” în viitoarea zonă-tampon, președintele Erdoğan afirmând că Turcia va răspunde dacă guvernul sirian „va face vreo greșeală”.

### 19 octombrie 2019
Conform OSDO, FDS nu s-au retras din nici una din pozițiile lor aflate la est de Eufrat, în ciuda trecerii a 37 de ore de la acordul turco-american de suspendare a ostilităților timp de 120 de ore. OSDO a mai consemnat și că, de la începerea operației, forțele turce și aliații lor au capturat o suprafață de 2419 km2 în nordul Siriei. Cele două părți s-au acuzat una pe cealaltă de violarea armistițiului, FDS afirmând că forțele turce au împiedicat accesul ajutorului medical în Ras al-Ain, afirmație susținută și de OSDO. Sub protecția anonimatului, un oficial american a declarat că „încetarea focului nu rezistă”. După-amiază, FDS au făcut public faptul că unui convoi cu ajutoare i-a fost până la urmă permis accesul, după ce îi fusese blocată intrarea în oraș încă de joi, 17 octombrie.

### 20 octombrie 2019

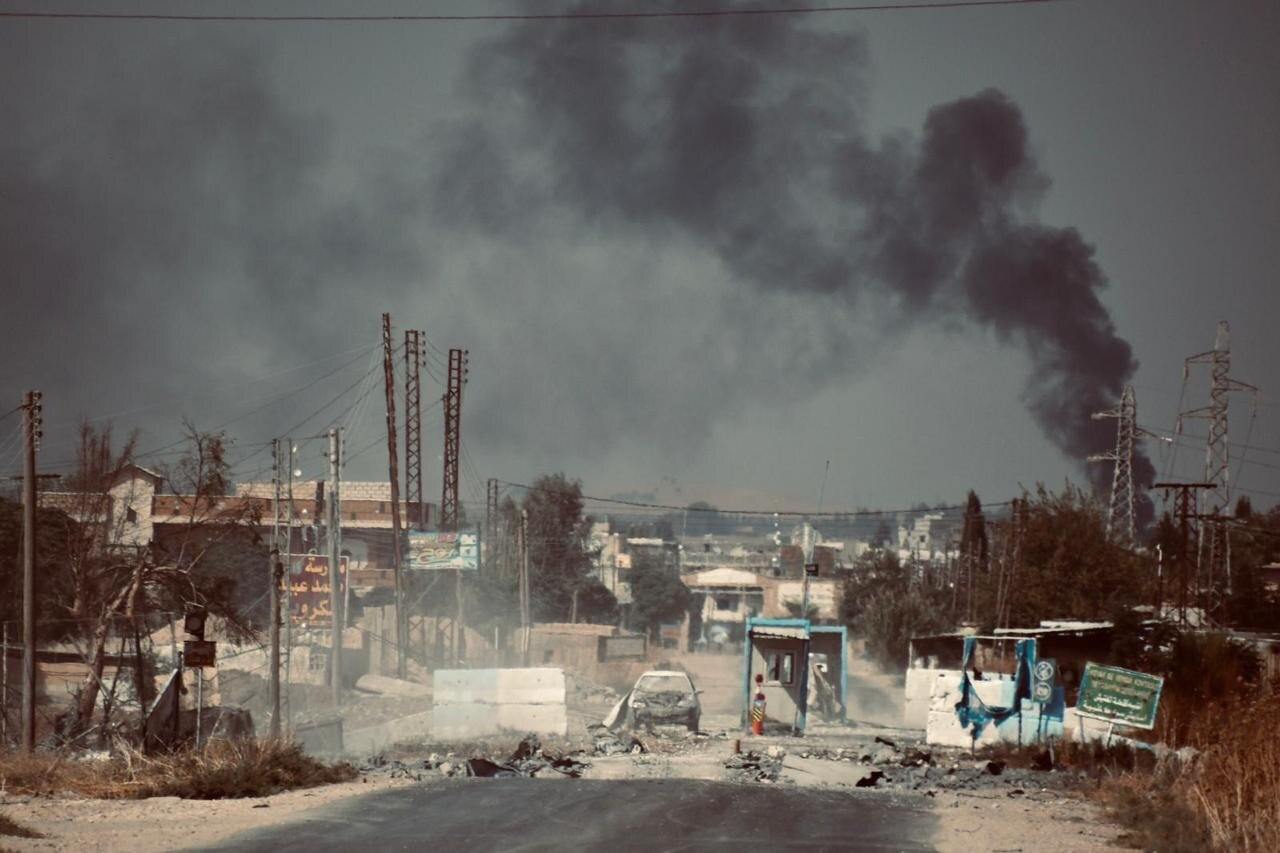
Rezultatele unui bombardament turc în Ras Al-Ain, pe 11 octombrie.

Un soldat turc a fost ucis în timpul unui atac cu mortiere lângă Tell Abyad, o violare de către YPG a încetării focului, conform ministrului turc al apărării. OSDO a mai făcut public faptul că FDS au început să se retragă din Ras al-Ain, iar în cursul aceleiași zile, Obsevatorul Sirian a actualizat știrea, consemnând că trupele pro-kurde s-au retras complet din oraș, împreună cu convoiul cu ajutoare.
Ambele tabere au continuat să acuze violări ale acordului de încetare temporară a focului.

#### Continuarea evacuării trupelor americane
OSDO a consemnat că forțele americane s-au retras și de la baza lor aeriană de lângă Sarrin. De asemenea, forțele americane au părăsit și baza lor de lângă Tell Beydar, apoi au distrus-o. În aceeași zi, Centrul de Documentare Sirian (CDS) a notat că Statele Unite s-au retras complet din guvernoratele Alep și Raqqa per SDC..
În cea mai mare deplasare de trupe din această perioadă, un convoi american cu aproape 500 de oameni a început să se îndrepte spre est, către frontiera Siriei cu Irakul. În timpul retragerii, localnicii au aruncat cu fructe stricate și au strigat insulte către personalul american.
Conform ziarelor The New York Times și The Wall Street Journal, președintele american Donald Trump ia în considerare să lase un contingent de 200-300 de militari în regiunea Deir ez-Zur din estul Siriei, unde e situată majoritatea câmpurilor petrolifere ale țării.

### 21 octombrie 2019
OSDO a raportat violări repetate ale acordului de încetare a focului, în ciuda retragerii FDS din Ras al-Ain. Conform OSDO, drone turcești au atacat un vehicul transportând 4 membri ai FDS lângă Ain Issa, ucigându-i pe toți. Zona Abu Rasin, la est de Ras al-Ain, a continuat să fie martora luptelor grele și a bombardamentelor turcești.
După retragerea FDS din Ras al-Ain s-au răspândit retalările privind jafuri, incendieri de locuințe și răpiri executate de forțele pro-turce, iar OSDO a documentat exemple implicându-i pe membrii Diviziei Hamza.
OSDO a mai consemnat o retragere a trupelor americane din nordul Rojavei, un convoi militar traversând la miezul nopții granița în Irak pe la punctul de trecere a frontierei Simalka.

### 22 octombrie 2019
Serghei Șoigu, ministrul rus al apărării, a declarat că Rusia va fi nevoită să desfășoare trupe și echipament suplimentar în regiune pentru a patrula granița turco-siriană. Deoarece se apropia termenul limită al încetării focului negociate de Statele Unite, el a mai spus că acestea au mai puțin de 2 ore la dispoziție pentru a se conforma acordului (spre exemplu prin ridicarea sancțiunilor împotriva Turciei) și a sugerat că forțele americane ar trebui să se retragă din Siria înainte de expirarea celor 120 de ore cuprinse în acord.
Conform canalului de știri oficial sirian Al-Ekhbaria, președintele sirian Assad i-ar fi spus președintelui rus Putin, într-o convorbire telefonică din cursul aceleiași zile, că guvernul său respinge ocuparea de teritorii siriene sub orice pretext.
Senatorul american Mitch McConnell a introdus o rezoluție cu scopul de a contracara decizia președintelui Trump de a retrage militarii americani din Siria.
Jim Jeffrey, trimisul special al Statelor Unite pentru Siria și coaliția globală împotriva Statului Islamic, a dezvăluit că nu a fost consultat sau prevenit în avans despre retragerea forțelor americane.

#### Memorandumul ruso–turc

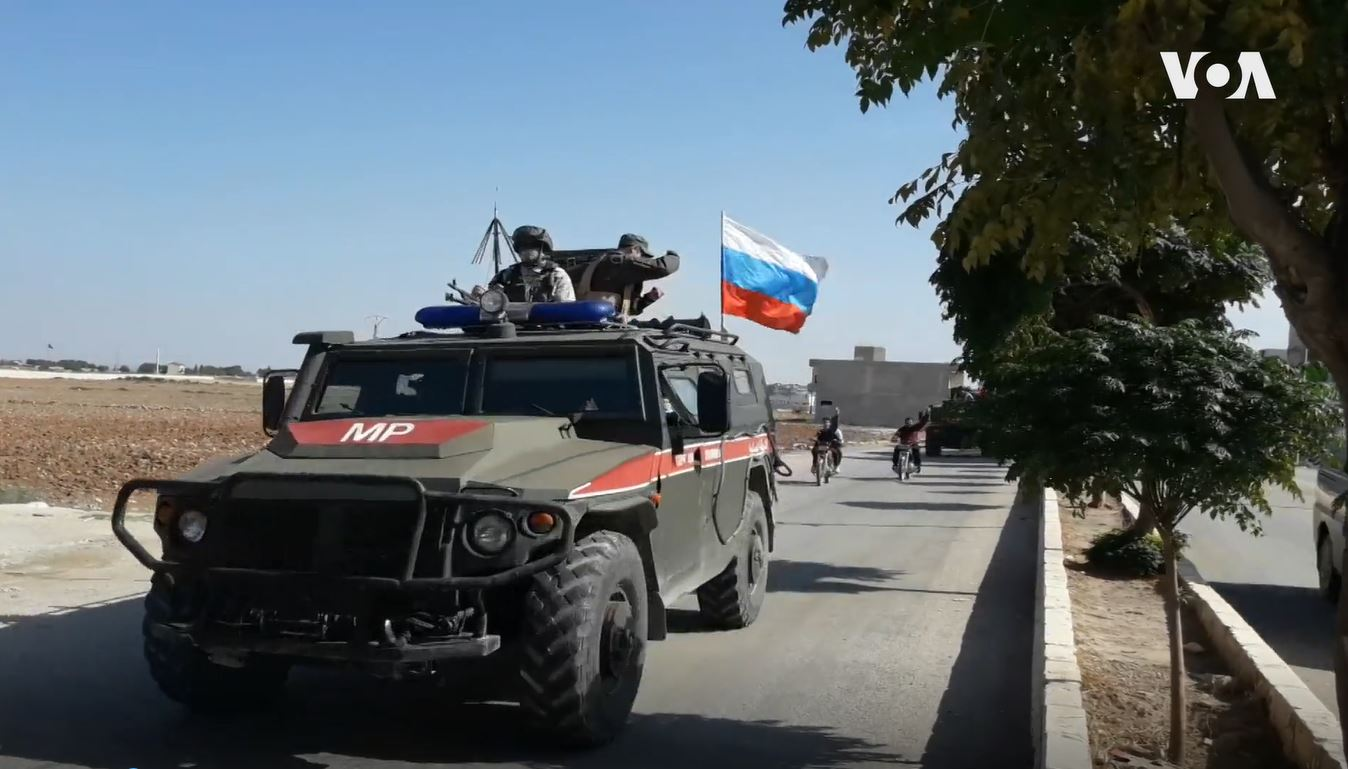
Polițiști militari ruși intră în Kobanî, pe 23 octombrie.

Pe 22 octombrie 2019, președintele rus Vladimir Putin și cel turc Recep Tayyip Erdoğan au ajuns la un acord prin care încetarea focului a fost extinsă cu încă 150 de ore, pentru a permite FDS să se retragă 30 km de la graniță, precum și din Tal Rifaat și Manbij. Termenii acordului mai includeau patrule comune ruso-turce până la o distanță de 10 km de la granița turco-siriană, cu excepția orașului Qamishli. Noul acord de încetare a focului a fost stabilit să înceapă la ora locală 00:00, în noaptea de 23 octombrie. Ulterior a fost publicat un memorandum în 10 puncte care detalia prevederile acordului.
Prin acest acord, situația deja stabilită pe teren de operațiunea turcă între Tell Abyad și Ras al-Ain, pe o lățime de 32 de kilometri de la graniță, va fi menținută. Începând de la ora 12.00 la amiază a zilei de 23 octombrie, polițiști militari ruși și grăniceri sirieni vor intra în teritoriul de frontieră neafectat de Operațiunea „Izvorul Păcii”, pentru a facilita îndepărtarea din regiune a YPG până la 30 de kilometri de graniță, lucru cerut a fi finalizat în 150 de ore. Ulterior, echipe comune ruso-turce ar urma să patruleze în vestul și în estul zonei ocupate de Operațiunea „Izvorul Păcii”, până la 10 kilometri distanță de graniță, dar excluzând orașul Qamishli. YPG vor trebui să părăsească Manbij și Tal Rifat.
Într-o convorbire telefonică, Vladimir Putin l-a informat pe președintele sirian Assad în privința termenilor acordului. Guvernul rus a anunțat că Assad și-a exprimat sprijinul pentru acord și s-a declarat pregătit să desfășoare grăniceri sirieni în conformitate cu acesta.

### 23 octombrie 2019
Președintele Trump a anunțat că încetarea focului este „permanentă” și că, din acest motiv, sancțiunile împotriva Turciei vor fi ridicate, dar a mai adăugat că „permanent” e un cuvânt care trebuie pus sub semnul întrebării în acea parte de lume. Numeroși congresmani americani au criticat public decizia lui Trump de a ridica sancțiunile.
Dmitri Peskov, secretarul de presă al președinției ruse, a cerut forțelor kurde să se retragă de la frontiera Siriei, în caz contrar grănicerii sirieni și militarii ruși vor fi nevoiți să părăsească zona. El a adăugat că unitățile kurde rămase în zonă vor fi „copleșite” de armata turcă și a declarat că Statele Unite i-au trădat și abandonat pe kurzi, deși aceștia au fost aliații lor cei mai apropiați în ultimii ani.
După cum a consemnat în premieră Newsweek, Statele Unite iau în considerare și pregătesc desfășurarea de tancuri și trupe pentru a apăra câmpurile petrolifere din estul Siriei. Deși scopul declarat al acestei operațiuni militare este de a împiedica Statul Islamic să pună din nou mâna pe câmpul petrolifer, se consideră că reprezintă în același timp și un efort de a împiedica Siria și Rusia să facă acest lucru.

### 24 octombrie 2019
Agenția oficială siriană de presă SANA a consemnat că trupele turce și aliații lor au atacat poziții ale armatei siriene din afara orașului Tal Tamr, iar atacul s-a soldat cu victime de partea siriană. Conform SANA, forțele pro-turce s-au ciocnit apoi cu luptători ai forțelor pro-kurde. OSDO a confirmat ciocniri în apropierea Tal Tamr între FDS și rebelii sirieni înarmați de Turcia. Forțele Democratice Siriene au declarat că trei dintre militarii lor au fost uciși în confruntările cu militanții pro-turci.
Rusia a executat câteva bombardamente aeriene în teritoriul deținut de rebelii antiguvernamentali în provinciile Idlib, Hama și Latakia. Analiștii presupun că Idlib, ultima mare fortăreață a rebelilor, a fost probabil o concesie oferită Rusiei de către Turcia în spatele ușilor închise, concesie care să îi permită guvernului lui Asad să reia ofensiva spre Idlib, în schimbul obținerii de către Turcia a zonei tampon dorite la granița sa cu estul Siriei.
În timpul întrunirii NATO, ministrul german al apărării, Annegret Kramp-Karrenbauer, a prezentat o propunere pentru o zonă de securitate în nordul Siriei monitorizată internațional și mandatată de Națiunile Unite. Ziua următoare, Serghei Lavrov, ministrul rus de externe, a respins ideea unei zone controlate de NATO în Siria. Pe 26 octombrie, ministrul turc de externe a respins și el propunerea germană și a adăugat că aceasta nu este realistă.

### 25 octombrie 2019
Mark Esper, secretarul de stat american al apărării, a declarat că Statele Unite vor trimite trupe, inclusiv forțe „mecanizate”, pentru a apăra câmpurile petrolifere din estul Siriei și a împiedica astfel recapturarea lor de către Statul Islamic. În acel moment era încă neclară reacția kurzilor în cazul redesfășurării americane, în contextul în care liderul kurd Ilham Ahmed declarase, pe 24 octombrie, că „dacă nu vom beneficia de prezența americană în regiune în termeni de stabilitate, securitate și [de oprire] a genocidului și purificării etnice, ei nu vor fi bineveniți”.
Ministrul rus al apărării a anunțat că circa 300 de polițiști militari ruși au sosit în Siria. Aceștia, transferați din republica autonomă Cecenia, au primit ordinul de a patrula regiunea de frontieră siriano-turcă și de a sprijini retragerea forțelor kurde din zonă.

### 26 octombrie 2019
Președintele turc Erdoğan a declarat că „dacă această zonă nu este curățată de teroriști la sfârșitul celor 150 de ore, atunci vom gestiona situația noi înșine și ne vom ocupa de curățenie”. Președintele turc a mai acuzat Uniunea Europeană că a mințit când s-a angajat să asigure 6 miliarde de euro pentru găzduirea și hrănirea celor 3,6 milioane de refugiați sirieni din Turcia, declarând că UE nu a furnizat decât jumătate din suma promisă și adăugând că Turcia a cheltuit în acest scop 40 de miliarde de euro. El a avertizat din nou că Turcia va permite refugiaților să plece spre Europa dacă țările europene nu își vor spori sprijinul financiar pentru întoarcerea refugiaților în Siria.
Un convoi de vehicule militare ale Statelor Unite a fost observat pornind de la sud de Qamishli și îndreptându-se către câmpurile petrolifere de la Deir ez-Zor. OSDO raportase acest convoi și anterior, la sosirea sa în Siria dinspre Irak. General-maiorul Igor Konașenkov, purtătorul de cuvânt al Ministerului Rus al Apărării, a caracterizat acțiunea Statelor Unite de a trimite vehicule blindate și trupe pentru a proteja petrolul din estul Siriei drept „banditism”. Ministrul rus al apărării, Sergei Lavrov, a discutat telefonic despre Siria cu secretarul de stat american Mike Pompeo, partea rusă subliniindu-și susținerea pentru suveranitatea și integritatea teritorială a acestei țări, conform declarației publice oficiale ruse.
Un convoi semnificativ de trupe guvernamentale siriene a fost desfășurat în opt sate din zona Ras al-Ain, de-a lungul autostrăzii M4, în apropierea frontierei siriano-turce.
Au fost consemnate victime în urma ciocnirilor din Tal Tamr și Ras al-Ain, nouă morți în rândul forțelor pro-turce și șase morți în rândurile FDS.

### 27 octombrie 2019
FDS au publicat o declarație prin care anunțau că: „Forțele Democratice Siriene se redesfășoară pe poziții noi, aflate la distanță de frontiera turco-siriană din nord-estul Siriei, în conformitate cu termenii acordului, cu scopul de a opri vărsarea de sânge și de a proteja locuitorii regiunii de atacurile turcești”.

### 29 octombrie 2019
OSDO a consemnat reizbucnirea ciocnirilor între forțele siriene și cele ale FDS pe de o parte, și cele conduse de Turcia de cealaltă parte, în zona dintre Tal Tamr și Ras al-Ain. În timpul ciocnirilor din lungul frontierei, s-a consemnat că forțele turce ar fi ucis 6 soldați sirieni lângă Ras al-Ain. Între timp, Ministerul Turc al Apărării Naționale a anunțat că au fost capturate 18 persoane care au declarat că aparțin forțelor guvernamentale siriene.
Ministrul rus al apărării, Serghei Șoigu, a anunțat că forțele pro-kurde s-au retras din zona tampon impusă de-a lungul frontierei dintre Siria și Turcia.

## Reacții

Hartă înfățișând reacțiile internaționale față de operațiunea militară a Turciei în nordul Siriei.

### Arestări în Turcia
Poliția turcă a arestat peste 300 de critici online față de invazia turcă, acuzându-i de răspândire de „propagandă teroristă”, și cel puțin 4 primari ai partidului pro-kurd HDP, pentru „legături cu terorismul”. Procuratura turcă a deschis o anchetă pentru „propagandă teroristă” împotriva parlamentarilor Sezai Temelli și Pervin Buldan, co-președinți ai partidului pro-kurd HDP. Autoritățile turce i-au reținut și pe editorul web editor al ziarului de opoziție BirGün și pe directorul editorial al portalului online de știri DikenDiken.

### Reacții interne în Turcia
Ofensiva Turciei s-a bucurat inițial de suportul extins al întregului spectru politic, majoritatea partidelor de opoziție sprijining operațiunea, cu excepția HDP. Totuși, odată cu trecerea timpului, opoziția a început să critice strategia guvernamentală. Kemal Kılıçdaroğlu, liderul Partidului Republican de opoziție, a acuzat „politica externă aventuroasă” a guvernului, declarând că „dacă nu respectăm integritatea teritorială a unui alt guvern, ne vom face inamici. Astăzi ne-am făcut inamică lumea întreagă”. În același timp, Meral Akşener, liderul partidului de opoziție İyi Parti, a făcut apel la guvern să dialogheze cu Bashar al-Assad pentru a se instaura pacea, criticându-l pe președintele Erdoğan pentru că nu spune nimic despre sancțiunile americane.

### Controversă în Ciprul de Nord
Pe 12 octombrie, președintele Republicii Turce a Ciprului de Nord, Mustafa Akıncı, a postat pe Facebook câteva remarci „anti-război” ca reacție la operațiunea turcă, în care, deși a susținut dreptul Turciei de a se autoapăra, a adăugat că în toate războaiele este multă vărsare de sânge. Președintele turc Recep Tayyip Erdoğan și vicepreședintele Fuat Oktay au condamnat postarea lui Akıncı, iar Partidul Unității Naționale al prim-ministrului nord-cipriot Ersin Tatar a încercat să treacă în parlament o rezoluție care îl condamna pe Akıncı și cerea demisia sa pentru comentariile făcute. De asemenea, președintele Akıncı a primit mai multe amenințări cu moartea și a depus, pe 17 octombrie 2019, o plângere la poliție.

### Sancțiuni occidentale și suspendarea vânzărilor de arme
Uniunea Europeană

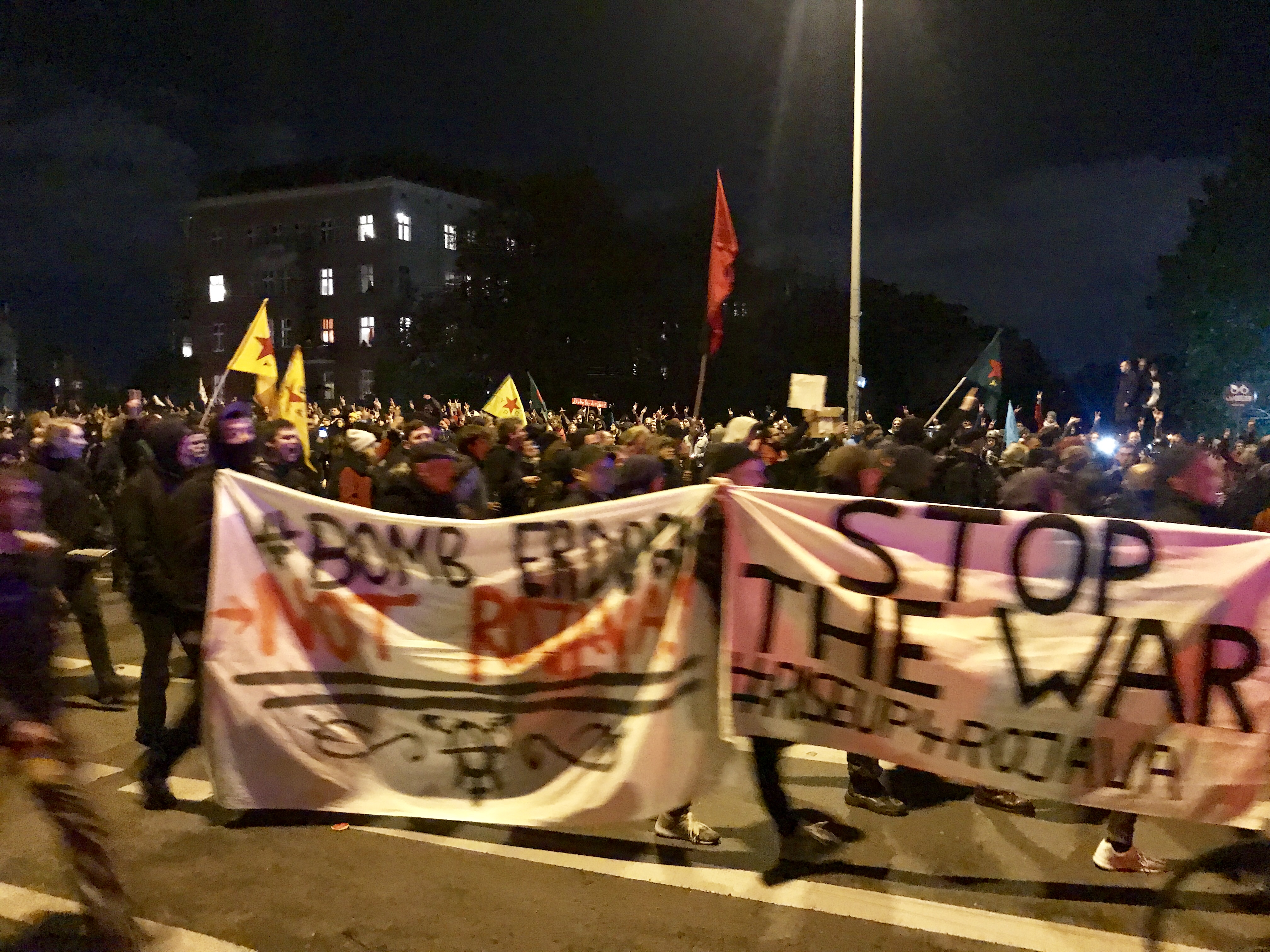
Protest în Berlin, Germania, împotriva ofensivei militare turce, pe 10 octombrie 2019.

Pe 10 octombrie, o mare majoritate a parlamentarilor olandezi a susținut introducerea de sancțiuni împotriva Turciei. Franța, Germania, Suedia, Finlanda și Norvegia au implementat restricții privind exportul de arme către Turcia, iar Franța și Suedia și-au exprimat intenția de a sprijini un embargou al întregii Uniuni Europene, discuțiile privind aceste sancțiuni la nivel european împotriva Turciei urmând să înceapă pe 13 octombrie. Italia, anterior cel mai mare furnizor de arme al Turciei, s-a alăturat ulterior embargoului împotriva acesteia.
Pe 14 octombrie, toate țările Uniunii Europene au căzut de acord să oprească vânzarea de arme către Turcia, dar nu au anunțat în mod oficial un embargou la nivel european.
Statele Unite

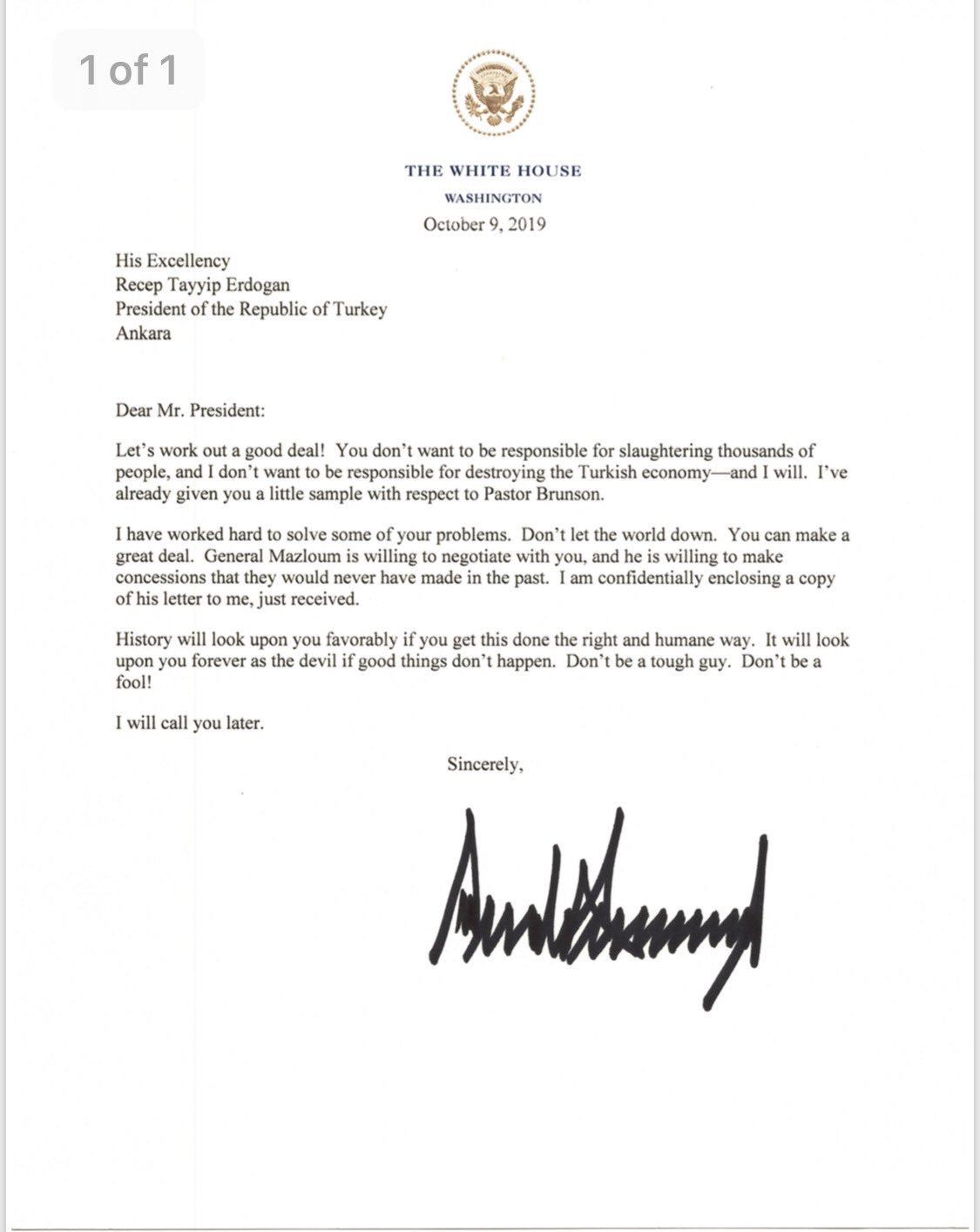
Scrisoare datată 9 octombrie, de la Donald Trump către Recep Tayyip Erdoğan

Pe 9 octombrie, președintele Statelor Unite, Donald Trump, i-a trimis lui Erdoğan o scrisoare în care îl îndemna „Să facem împreună o afacere bună! Nu-ți dorești să fii responsabil de uciderea a mii de oameni, iar eu nu-mi doresc să fiu responsabil pentru distrugerea economiei Turciei – și voi fi”.
Donald Trump a declarat că lucrează, împreună cu lideri din Congres, inclusiv din Partidul Democrat (de opoziție), la un proiect care va impune „puternice” sancțiuni economice împotriva Turciei pentru ofensiva din nordul Siriei. Senatorul Lindsey Graham a avertizat că va „introduce sancțiuni bipartizane împotriva Turciei, dacă aceasta invadează Siria”. El a mai spus că va „chema la suspendarea ei din NATO, în cazul în care atacă forțele kurde care au ajutat Statele Unite să distrugă califatul SIIL”. Legislație bipartizană a fost introdusă în Camera Reprezentanților și Senat pentru a sancționa Turcia.
Pe 14 octombrie, guvernul american a făcut publice sancțiuni „foarte puternice” împotriva miniștrilor turci ai apărării, internelor și energiei, decizie despre care secretarul Trezoreriei Mnuchin a spus că vor avea un impact „sever” asupra economiei turce. Declarația comună a lui Mnuchin și a vicepreședintelui Mike Pence a denunțat guvernul turc pentru „punerea în primejdie a unor civili nevinovați și pentru destabilizarea regiunii, inclusiv subminarea campaniei de distrugere a SIIL”, a subliniat că Statele Unite nu au dat nici o „undă verde” invaziei turce și a avertizat că sancțiunile vor continua și se vor agrava până când Turcia va accepta încetarea completă a focului. În cursul aceleiași zile, președintele american a cerut Turciei încetarea focului, într-o conversație telefonică avută cu președintele turc Erdoğan, și a anunțat înghețarea imediată a negocierilor privind un acord comercial în valoare de 100 de miliarde de dolari între SUA și Turcia. Sancțiuni au fost impuse și împotriva oficialilor guvernamentali turci.
Ca rezultat al ofensivei din Siria, Statele Unite studiază potențiala retragere a arsenalului său nuclear de la baza aeriană turcă İncirlik.
Pe 16 octombrie, Camera Reprezentanților Statelor Unite, într-un rar vot bipartizan, a adoptat cu 354 la 60 un act de „condamnare” a retragerii de către președintele Trump a trupelor americane din Siria, pentru, în viziunea ambelor partide, „abandonarea aliaților SUA, subminarea luptei împotriva SIIL și declanșarea unei catastrofe umanitare”.

### Schimbări geopolitice
Ca urmare a ofensivei turce, Rusia a intermediat discuții între guvernul sirian de la Damasc și forțele kurde. Mazlum Abdi, comandantul suprem al forțelor pro-kurde, a anunțat că acestea sunt gata să se alieze cu Vladimir Putin și Bashar al-Assad, declarând că: „știm că va trebui să facem compromisuri dureroase cu Moscova și Bashar al-Assad dacă vom porni pe calea colaborării cu ei. Dar dacă avem de ales între compromis și genocidul poporului nostru, vom alege cu siguranță viața poporului nostru”. Detaliile înțelegerii nu sunt cunoscute, dar există informații care sugerează că FDS vor fi încorporate în forțele armate siriene și că nord-estul Siriei va intra sub controlul direct al guvernului sirian de la Damasc. Conform oficialilor kurzi sirieni, acordul permite forțelor guvernului sirian să preia operațiunile de securitate în anumite zone de frontieră, dar administrarea lor va rămâne sub controlul instituțiilor locale.
Forțele rusești au început să patruleze regiunea de-a lungul liniei de contact dintre Turcia și Siria, indicând că Rusia va umple vidul de securitate creat de brusca retragerea americană. Înregistrări video arată soldați ruși și jurnaliști făcând turul unei baze abandonate de Statele Unite. Aleksandr Lavrentiev, trimisul special al Rusiei în Siria, a avertizat că ofensiva turcă este inacceptabilă și că Siria caută să prevină un conflict între trupele turce și cele siriene.
Mai mulți congresmeni americani au criticat abandonarea aliaților kurzi, remarcând că aceasta subminează credibilitatea Statelor Unite și că de ea vor beneficia Rusia, Iranul și regimul sirian al lui Bashar al-Assad. Între timp, câțiva observatori de la Moscova au afirmat că situația nu este în interesul imediat al Rusiei, deoarece intervenția Turciei în Siria este contrară poziției Rusiei, care sprijină guvernul sirian, dar ar putea oferi Rusiei oportunitatea de a media între cele două părți.
În legătură cu Statele Unite și cu situația creată de retragerea militarilor americani, Mazlum Abdi a declarat că: „suntem dezamăgiți și frustrați de criza actuală. Poporul nostru este atacat, iar siguranța lui este preocuparea noastră primordială. Rămân două întrebări: Cum să ne protejăm mai bine poporul? Iar Statele Unite, mai sunt ele aliatul nostru?”

## Impact umanitar

### Populație și demografie
İbrahim Kalın,un purtător de cuvânt al președintelui turc, a declarat că Turcia intenționează să administreze singură regiunea de frontieră și că nu dorește prezența acolo a guvernului sirian sau a forțelor kurde. El a mai spus că țara sa intenționează să reloce în viitoarea zonă-tampon 2 milioane de refugiați care sunt actualmente adăpostiți în Turcia și că aceștia nu vor accepta să se întoarcă dacă regiunea respectivă este încă sub control guvernamental sirian sau kurd. Mazlum Abdi, liderul militar al FDS, mai multe instituții de presă importante, printre care The Guardian, BBC News sau The Washington Post, precum și foști oficiali americani, și-au exprimat temerea că intențiile Turciei vor conduce la purificarea etnică a regiunii, care este predominant kurdă, deoarece majoritatea refugiaților pe care Turcia dorește să îi implanteze în zonă sunt de etnie arabă.

### Violări ale drepturilor omului

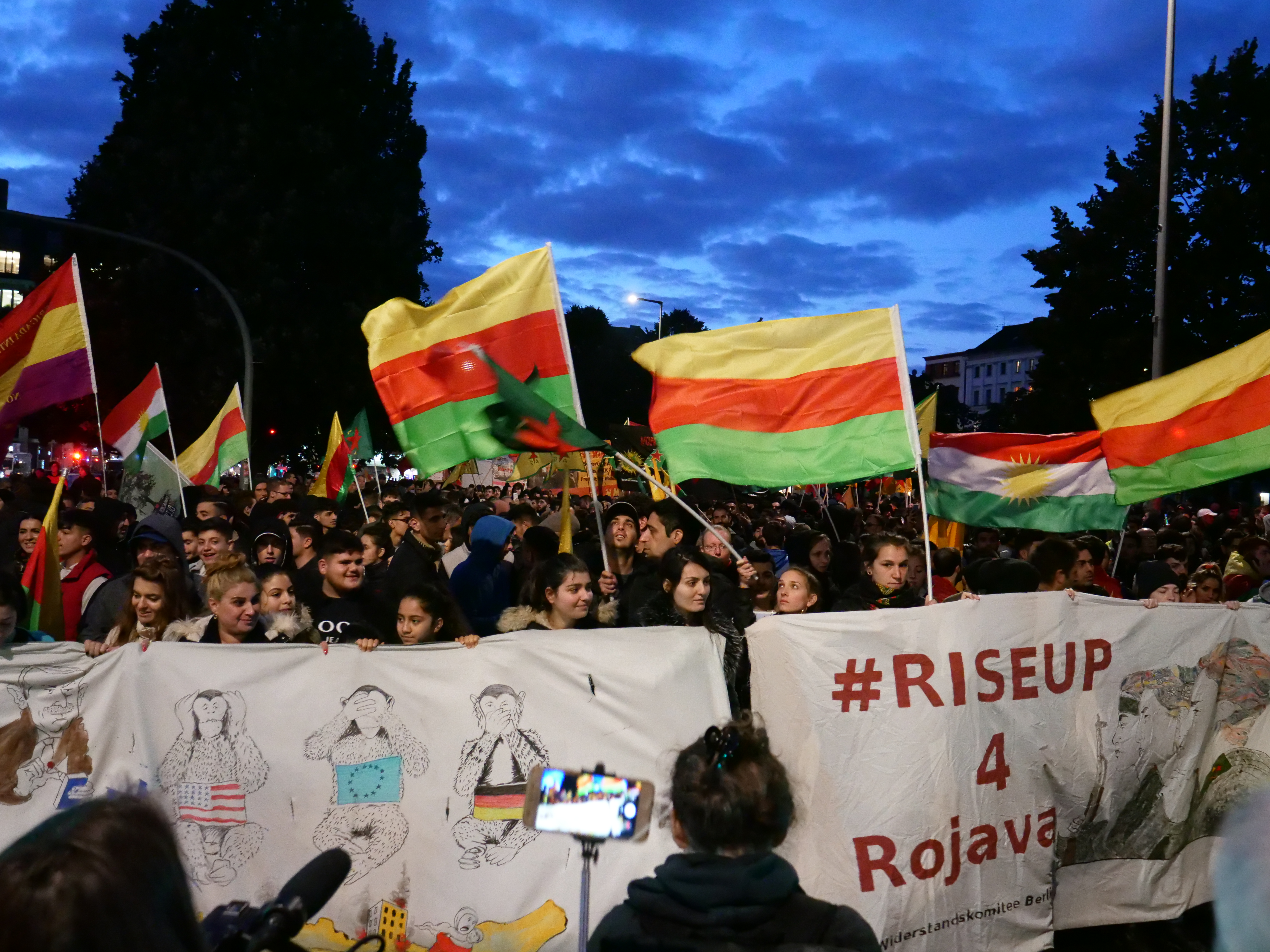
Protest la Berlin, pe 10 octombrie 2019, împotriva operației militare turce.

Autoritățile kurde siriene și medici din regiune au raportat un număr de pacienți cu arsuri severe, aparent datorate unor atacuri cu arme chimice, acuzând Turcia de folosirea fosforului alb împotriva civililor. Hamish de Bretton-Gordon, un fost comandant al regimentului chimic, biologic, radiologic și nuclear britanic, a declarat despre rănile pe care le-a văzut în fotografii primite: „cel mai probabil vinovat este fosforul alb”. Autoritățile kurde siriene au acuzat Turcia și de utilizarea napalmului.
Organizația pentru Interzicerea Armelor Chimice (OPIAC) a declarat că a fost înștiințată de situație și că este în curs de colectare a informațiilor privind eventuala folosire a armelor chimice, dar a avertizat că nu a stabilit încă dacă acuzațiile sunt credibile. OSDO a declarat că nici această organizație nu poate confirma folosirea napalmului sau a fosforului alb.
Turcia a negat toate acuzațiile. Ministrul turc al apărării, Hulusi Akar, a afirmat că „teroriștii” folosesc ei înșiși arme chimice pentru a arunca vina pe forțele armate turce și a adăugat că este cunoscut la scară largă faptul că armata turcă nu posedă nici un fel de arme chimice în arsenalul său.
Amnesty International au anunțat că au strâns dovezi privind crime de război și alte violări comise de forțele turce și cele sprijinite de Turcia, care, s-a subliniat în anunț, „au dovedit un dispreț rușinos față de civili, comițând serioase violări și crime de război, inclusiv execuții sumare și atacuri ilegale, care au ucis și rănit civili”. Membri ai Frontului Levantului pro-turc au alungat și locuitori creștini de la casele lor din Tell Abyad, deși în general i-au lăsat în pace pe locuitorii kurzi. De asemenea, presa a relatat diverse incidente în care forțele turce au bombardat ținte civile creștine din regiune.
Au apărut numeroase înregistrări video și fotografii în care rebelii sirieni pro-turci sunt văzuți comițând crime de război și alte atrocități. Jim Jeffrey, trimisul special al Statelor Unite pentru Siria și coaliția globală împotriva Statului Islamic, a declarat, în cadrul unei audieri în Comisia pentru Relații Externe a Senatului, că el și subordonații săi au văzut câteva incidente comise de forțele siriene pro-turce pe care le consideră crime de război și a caracterizat aceste grupări ca fiind foarte periculoase, în anumite cazuri chiar extremiste. Într-o audiere în Comisia pentru Relații Externe a Camerei Reprezentanților, el a afirmat că instituția sa a contactat guvernul turc pentru a discuta crimele de război comise de opoziția siriană finanțată de Turcia.
Mai multe persoane, printre care și Hevrin Khalaf, un lider politic kurd sirian, au fost executate sumar de facțiunea Ahrar al-Sharqiya, sprijinită de Turcia. Purtătorul de cuvânt al Înaltului Comisariat al ONU pentru drepturile omului, Rupert Colville, a declarat că „Turcia poate fi trasă la răspunere ca stat pentru violările comise de grupările armate afiliate ei, atât timp cât Turcia exercită controlul deplin asupra acestor grupări, ori asupra operațiunilor în cursul cărora sunt comise aceste violări. [...] facem apel la autoritățile turce să lanseze imediat o investigație imparțială, transparentă și independentă în cazul ambelor incidente și să-i rețină pe cei responsabili, unii dintre ei ușor identificabili în înregistrările video pe care ei înșiși le-au postat pe canalele de socializare”. Conform Comitetului pentru Încălcări din subordinea Ministerului Apărării al Guvernului Interimar Sirian, făptașii au fost reținuți și trimiși în fața unor judecători militari.

### Situația prizonierilor Statului Islamic

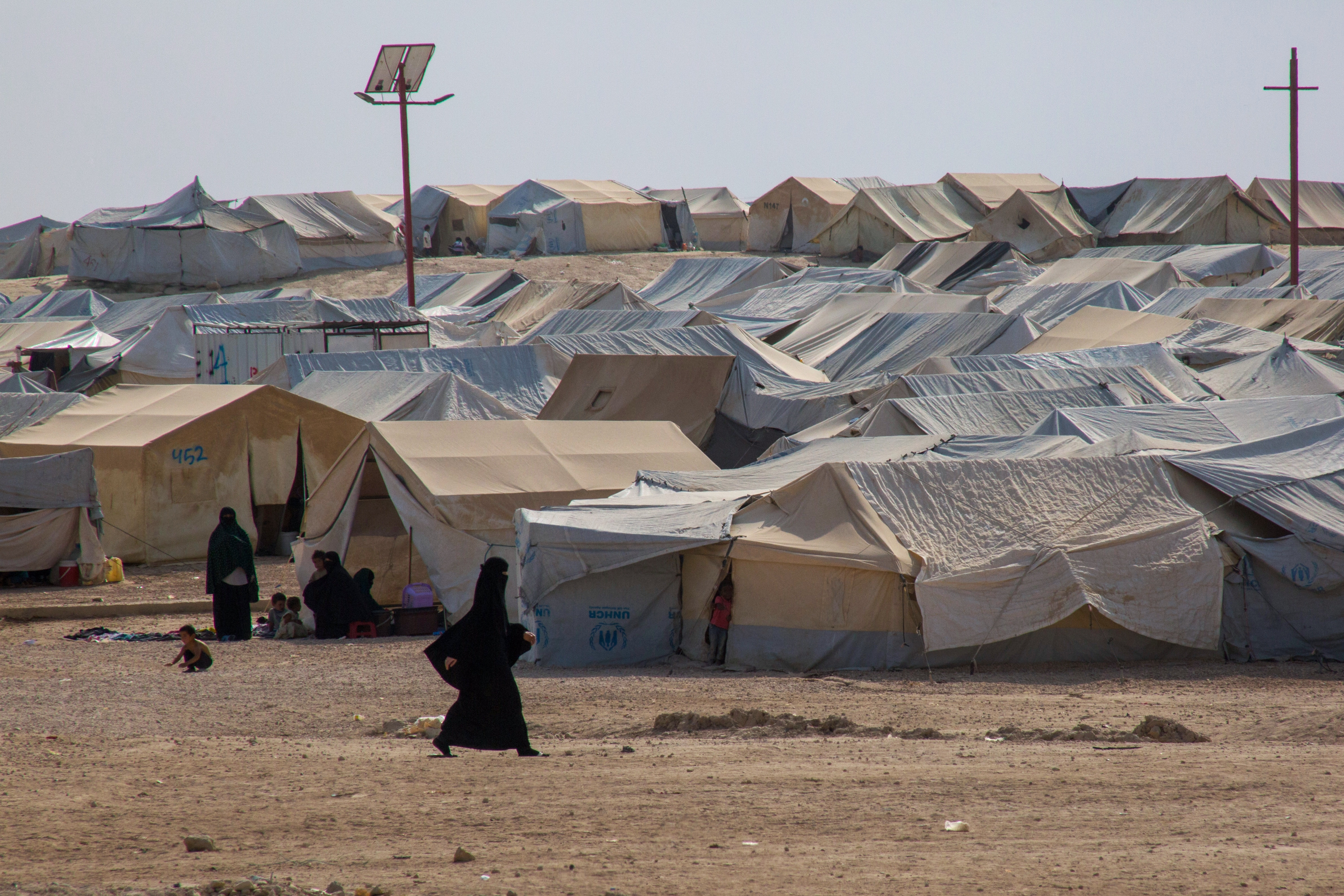
Tabăra de la Al-Hol, unde sunt deținute familii ale membrilor Statului Islamic.

Au fost exprimate îngrijorări privind o posibilă recrudescență a Statului Islamic (SIIL) în regiune, deoarece forțele în principal kurde ale FDS — care au executat operațiunile împotriva SIIL și care dețin prizonieri jihadiști — sunt obligate să se apere împotriva invaziei turce și ar putea pierde controlul. Întrebat despre situația pe teren după retragerea forțelor americane din nord-estul Siriei, președintele american Donald Trump a negat amenințarea SIIL, considerând că „vor fugi către Europa”.
Îlham Ehmed, un oficial kurd sirian, a declarat că Forțele Democratice Siriene s-au simțit trădate de aliații lor americani, care „ne-au expus unei invazii a trupelor turce cu scopul de a ne distruge”, remarcând că FDS nu au resursele atât pentru a se apăra împotriva atacului Turciei cât și pentru a menține securitatea în ceea ce-i privește pe prizonierii capturați de la Statul Islamic (SIIL).
În câteva tabere răspândite în nord-estul Siriei sunt deținuți cel puțin 10.000 de prizonieri SIIL, peste 100.000 de membri ai familiilor lor și găzduite alte persoane refugiate. Președintele Statelor Unite, Donald Trump, a acuzat pe Twitter FDS, scriind: „kurzii ar putea elibera câțiva luptători SIIL pentru a obține implicarea Statelor Unite”. În Tell Abyad, soldații turci au capturat o închisoare în care erau deținuți militanți SIIL. Conform surselor turce, închisoarea fusese golită complet de Forțele Democratice Siriene înainte de sosirea forțelor turce. Turcia a susținut că FDS au eliberat prizonierii SIIL înainte de sosirea militarilor turci.
Totuși, oficiali americani au respins acuzațiile, pe care le-au calificat neîntemeiate și false. Ei au declarat că Forțele Democratice Siriene încă își apără bazele și că îi relocă pe deținuții islamiști către tabere aflate mai în sudul regiunii. Ei au mai adăugat că Armata Națională Siriană pro-turcă eliberează intenționat prizonieri SIIL, deținuți anterior de FDS înainte de capturarea teritoriului, cu scopul întreținerii unui război informațional. În alte știri, s-a raportat că cel puțin 750 de afiliați ai Statului Islamic au evadat dintr-un lagăr de detenție din Ain Issa, după ce acesta a fost bombardat de aviația turcă, pe 13 octombrie 2019.